# Adrien Thomasson
Adrien Thomasson (Bourg-Saint-Maurice, 10 de dezembro de 1993) é um futebolista profissional francês que atua como meia.

## Carreira
Adrien Thomasson começou a carreira no Évian.